# Slaget vid Tunis
Slaget vid Tunis var ett slag under det första puniska kriget och ägde rum år 255 f.Kr., då en karthagensk armé under den spartanske generalen Xanthippas besegrade den romerske republiken och Marcus Atilius Regulus.